# اتاق پایاپای الکترونیکی
اتاق پایاپای الکترونیکی (ACH) یک شبکه الکترونیکی مبتنی بر رایانه برای پردازش تراکنشها، معمولاً پرداخت‌های کم ارزش داخلی، بین موسسات مالی مشارکت کننده، می‌باشد. این سیستم ممکن است هم از انتقال اعتبار و هم از برداشت مستقیم پشتیبانی کند. سیستم ACH به منظور پردازش دسته ای از پرداختها که شامل تراکنشهای متعدد و مبالغ کمتری است، طراحی شده‌است واین ویژگی استفاده از آن را برای پرداخت‌های خرد ترغیب می‌کند.

## تاریخچه
اولین اتاق پایاپای الکترونیکی مربوط به بی ای سی اس BACS در انگلستان بود که پردازش پرداخت‌ها را در آوریل ۱۹۶۸ آغاز کرد.
در ایالات متحده در اواخر دهه ۱۹۶۰، گروهی از بانک‌ها در کالیفرنیا به دنبال جایگزینی برای پرداخت چک بودند. این امر منجر به اولین اتاق پایاپای الکترونیکی در ایالات متحده در سال ۱۹۷۲ شد که توسط بانک فدرال رزرو سانفرانسیسکو اداره می‌شد.
BACS از ابتدا به صورت تسویه حساب خالص کارمی کرد. خالص سازی تراکنشهای اتاق پایاپا، میزان سپرده‌هایی را که بانک باید نگه دارد کاهش می‌دهد.

## روش کار
اتاقهای پایاپای الکترونیکی حجم زیادی از تراکنشهای اعتباری و بدهی را به صورت دسته ای پردازش می‌کنند. انتقال اعتبار در اتاق پایاپای الکترونیکی (ACH)توسط پرداخت کننده آغاز می‌شود و شامل پرداخت‌هایی مانند: سپرده مستقیم، لیست حقوق و دستمزد، پرداخت خرده فروشی و پرداخت فروشنده است. جمع‌آوری برداشتهای مستقیم در ACH توسط دریافت کننده و با اجازه قبلی از پرداخت کننده آغاز می‌شود. برداشتهای‌های مستقیم در ACH شامل پرداخت‌های مصرف‌کننده مانند قبض‌های خدمات، حق بیمه، وام‌های رهنی و انواع دیگر صورت حساب‌ها می‌باشد. تراکنشهای دریافت شده توسط بانک در طول روز ذخیره و به صورت دسته ای به ACH منتقل می‌شود. ACHها سیستم تسویه حساب خالص هستند، بنابراین ممکن است تسویه حساب برای چند روز به تأخیر بیفتد و خطر مغایرت وجود دارد. ACHها می‌توانند امکان انتقال مقدار محدودی از اطلاعات اضافی به همراه دستورالعمل‌های پرداخت را فراهم کنند.
پرداخت‌های ACH نقطه مقابل سامانه تسویه ناخالص آنی (RTGS) هستند که بلافاصله توسط سیستم مرکزی RTGS پردازش می‌شوند و به صورت یک-به-یک عمل تسویه را انجام می‌دهند و به هیچ وجه زمان انتظار ندارند. سیستم‌های ACH معمولاً برای معاملات کم ارزش و غیر فوری مورد استفاده قرار می‌گیرند در حالی که سیستم‌های RTGS معمولاً برای معاملات فوری و ارزش بالا مورد استفاده قرار می‌گیرند.

### عملیات
این بخش به روشی عمومی عملکرد معمول یک سیستم ACH را شرح می هد. هر سیستم ACH مشخصات خاص خود را دارد. به عنوان مثال، حقایق سریع برای شبکه پایاپای الکترونیکی ملی NACHA در ایالات متحده و اصطلاحات آن را مشاهده کنید.
1. مشتری سفارش دهنده، یک تراکنش را شروع می‌کند، که می‌تواند به صورت دستی یا با ارسال فایل درخواست‌های ابتدایی به یک بانک باشد.
2. بانک تمام اقدامات مربوط به آغاز تراکنشهایی که از مشتریان مختلف وارد می‌شود (ترکیبی دستی و مبتنی بر فایل) را برای ACH جمع‌آوری می‌کند.
3. به صورت دوره ای، بانک فایلی را ایجاد می‌کند که در پایان روز یا به صورت چرخه در طول روز به ACH ارسال می‌کند.
4. اپراتور ACH اطلاعات ارسالی توسط بانک‌ها را در هر چرخه ترکیب می‌کند (به‌طور کلی ACHها چندین چرخه در طول روز دارند).
5. اپراتور ACH به هر بانکی مبلغ خالص تسویه حسابی که در آن چرخه زمانی بر عهده اش است را اطلاع می‌دهد.
6. اپراتور ACH اطمینان حاصل می‌کند که مبالغ تسویه حساب از همه شرکت کنندگان در آن چرخه زمانی دریافت می‌گردد، بنابراین چرخه زمانی قابل اجرا است.
7. اپراتور ACH جزئیات تراکنش را به بانک مقصد اطلاع می‌دهد.
8. هنگامی که تراکنش به بانک مقصد می‌رسد، بانک مقصد، آن تراکنش را (به عنوان مثال دادن اعتبار جهت پرداخت به ذی‌نفع) اجرا می‌کند، در همین حین بانک مشتری سفارش دهنده، حساب مشتری سفارش دهنده را بدهکار می‌کند.

## سیستم‌های موجود
سیستم‌های مختلف ACH در سراسر جهان وجود دارد. بانک جهانی ۸۷ سیستم را درگزارش سالانه 2010 و ۹۸ سیستم را در گزارش سالانه ۲۰۱۲ شناسایی کرد در حالی که منابع دیگر تجزیه و تحلیل کیفی تعداد کمتری از سیستم‌های ACH را انجام داده‌اند.
| Country              | System |
| -------------------- | --- |
| آلبانی               | AECH |
| آرژانتین             | COELSA (Compensadora Electrónica)                                                                                      |
| استرالیا             | Bulk Electronic Clearing System (BECS)                                                                                 |
| اتریش                | GSA and Oesterreichische Nationalbank                                                                                  |
| باهاما               | Bahamas Automated Clearing House (BACH)                                                                                |
| بنگلادش              | Bangladesh Automated Clearing House (BACH)                                                                             |
| بلژیک                | Centre for Exchange and Clearing (CEC)                                                                                 |
| برزیل                | CIP-SILOC |
| بلغارستان            | BORICA AD |
| کانادا               | Retail System, known formally as the Automated Clearing Settlement System (ACSS), run by Payments Canada               |
| جزایر کیمن           | Cayman Islands Automated Clearing House                                                                                |
| شیلی                 | Centro de Compensación Automatizado (CCA)                                                                              |
| چین                  | China National Advanced Payment System (CNAPS) Bulk Electronic Payment System (BEPS)                                   |
| کلمبیا               | ACH-Colombia and CENIT                                                                                                 |
| کرواسی               | FINA |
| جمهوری چک            | CERTIS (Czech Express Real Time Interbank Gross Settlement System)                                                     |
| دانمارک              | Eurogiro and Nets Group                                                                                                |
| مصر                  | EG-ACH |
| اتیوپی               | EthSwitch |
| اروپا                | a pan-European automated clearing house for the Single Euro Payments Area, STEP2                                       |
| فرانسه               | STET |
| آلمان                | بانک فدرال آلمان |
| یونان                | DIAS |
| مجارستان             | InterGIRO2 GIRO Zrt.                                                                                                   |
| هنگ کنگ              | Interbank Clearing Limited                                                                                             |
| هند                  | National Automated Clearing House and National Electronic Funds Transfer                                               |
| ایران                | PAYA (Paayaa, پایا) |
| اسرائیل              | Masav |
| ایتالیا              | بانک ایتالیا، Nexi and SIA                                                                                             |
| ژاپن                 | Zengin |
| لتونی                | Latvijas Banka |
| مکزیک                | SICAM (Sistema de Camaras)                                                                                             |
| مولدووا              | National Bank of Moldova                                                                                               |
| هلند/ آلمان/ ایتالیا | equensWorldline |
| نیجریه               | Nigeria Automated Clearing System (NACS)                                                                               |
| نروژ                 | NICS |
| پاکستان              | NIFT's ACH |
| فیلیپین              | PesoNet and InstaPay                                                                                                   |
| لهستان               | Krajowa Izba Rozliczeniowa (KIR)                                                                                       |
| پرتغال               | SIBS |
| پرو                  | Camara de Compensacion Electronica (CCE)                                                                               |
| مقدونیه شمالی        | KIBS |
| رومانی               | TransFonD SENT ACH |
| عربستان سعودی        | SARIE: with both تسویه ناخالص آنی and ACH                                                                              |
| سنگاپور              | eGIRO which is part of Singapore Automated Clearing House                                                              |
| اسلوونی              | Bankart |
| آفریقای جنوبی        | BankservAfrica |
| کره جنوبی            | HOFINET |
| اسپانیا              | Iberpay |
| سوئد                 | Bankgirocentralen BGC AB                                                                                               |
| سوئیس                | Swiss Interbank Clearing                                                                                               |
| تایوان               | Taiwan Clearing House                                                                                                  |
| بریتانیا             | Bacs Payment Schemes Limited                                                                                           |
| ایالات متحده آمریکا  | Federal Reserve Bank's FedACH and The Clearing House's Electronic Payments Network, underpinned by NACHA's ACH Network |
| ونزوئلا              | CCE (Electronic Clearing System)                                                                                       |

علاوه بر این، انجمن‌های مختلف ACH مانند انجمن اتاق پایاپای الکترونیک اروپا وجود دارد.

## موارد استفاده از سیستم پرداخت ACH
کاربردهای مختلفی از سیستم‌های ACH وجود دارد. اصطلاحات مربوط به انواع معاملات در کشورهای مختلف متفاوت است. اکثر سیستم‌های پرداخت ACH از انواع زیر پشتیبانی می‌کنند:
- انتقال اعتبار : انتقال غیر فوری وجوه بین حساب‌ها در موسسات مالی مختلف برای پرداخت توسط مشتریان خرده فروشی و پرداخت‌های غیر فوری تجارت به تجارت.
- برداشت مستقیم :قبض‌های مصرف‌کننده از قبیل وام‌های رهنی، وام، قبوض خدماتی مانند آب و برق، حق بیمه، اجاره و هرگونه پرداخت منظم یا پرداختهایی به سبک حق عضویت. این نوع پرداخت‌ها معمولاً توسط مشاغلی استفاده می‌شوند که پرداخت‌های مداوم (معمولاً دوره ای) را از هرمشتری دریافت می‌کنند.[نیازمند منبع]